# Viola websteri
Viola websteri är en violväxtart som beskrevs av William Botting Hemsley. Viola websteri ingår i släktet violer, och familjen violväxter. Inga underarter finns listade i Catalogue of Life.